# 荒田重之
荒田 重之（あらた しげゆき、1917年（大正6年）9月20日 - 1994年（平成6年）8月22日）は、昭和から平成時代の政治家。東京都武蔵村山市長。

## 経歴
東京府北多摩郡村山村（村山町を経て、現武蔵村山市）に生まれる。戦後、22歳にして製飴工場を設立。1955年（昭和30年）村山町議会議員に当選し、1期目では工場誘致特別委員長に就任し、日産自動車を誘致した。
1959年（昭和34年）の選挙でも再選し、副議長に就任。ほか、監査委員、人権擁護委員などを歴任。その後、1971年（昭和46年）から1982年（昭和57年）まで武蔵村山市長を3期務めた。
市長在任中は主要河川の改修、自治消防団の再編成、長期総合計画審議会の設置、休日急患診療の開始、土地開発公社の設立などに尽くした。ほか、東京都農業共済組合連合会長、八市一町新青梅街道交通対策協議会長などを兼ねた。